# Сироткіна Марта Олександрівна
Сироткіна Марта Олександрівна (нар. 22 березня 1991) — колишня радянська тенісистка.
Найвищу одиночну позицію світового рейтингу — 115 місце досягла 25 лютого 2013, парну — 141 місце — 18 лютого 2013 року.
Здобула 12 одиночних та 12 парних титулів туру ITF.

## Фінали ITF
| Легенда          |
| ---------------- |
| турніри $100,000 |
| турніри $75,000  |
| турніри $50,000  |
| турніри $25,000  |
| турніри $10,000  |

### Одиночний розряд: 20 (12–8)
| Результат | Ранг | Дата     | Турнір                          | Рівень | Покриття   | Суперниця              | Рахунок             |
| --------- | ---- | -------- | ------------------------------- | ------ | ---------- | ---------------------- | ------------------- |
| Поразка   | 1.   | Лис 2009 | ITF Стокгольм, Швеція           |        | Тверде     | Людмила Кіченок        | 3–6, 3–6            |
| Перемога  | 1.   | Кві 2010 | ITF Аїн Сохна, Єгипет           |        | Ґрунт      | Екатеріне Горгодзе     | 6–3, 6–1            |
| Перемога  | 2.   | Вер 2010 | ITF Мадрид, Іспанія             |        | Тверде     | Наомі Броді            | 4–6, 6–4, 6–4       |
| Перемога  | 3.   | Лис 2010 | ITF Анталія, Туреччина          |        | Тверде     | Маптіна Балоґова       | 6–2, 6–0            |
| Перемога  | 4.   | Гру 2010 | ITF Дубай, ОАЕ                  |        | Тверде     | Міхаела Бузернеску     | 6–0, 6–0            |
| Перемога  | 5.   | Бер 2011 | ITF Бат, Велика Британія        |        | Тверде     | Джулія Гатто-Монтіконе | w/o                 |
| Перемога  | 6.   | Кві 2011 | ITF Анталія, Туреччина          |        | Тверде     | Яна Бучіна             | 6–1, 6–0            |
| Поразка   | 2.   | Тра 2011 | ITF Бухара, Узбекистан          |        | Тверде     | Нікола Гофманова       | 4–6, 5–7            |
| Перемога  | 7.   | Чер 2011 | ITF Бангкок, Таїланд            |        | Тверде     | Луксіка Кумхум         | 6–4, 6–3            |
| Перемога  | 8.   | Лют 2012 | ITF Лінчепінг, Швеція           |        | Тверде (i) | Милана Шпремо          | 6–1, 6–3            |
| Перемога  | 9.   | Кві 2012 | ITF Пхукет, Таїланд             |        | Тверде     | Клер Феерстен          | 7–5, 7–6(6)         |
| Перемога  | 10.  | Тра 2012 | ITF Каруїдзава, Японія          |        | Трава      | Намігата Дзюнрі        | 6–4, 2–6, 6–4       |
| Поразка   | 3.   | Лип 2012 | ITF Астана, Казахстан           |        | Тверде     | Марія Жуан Келер       | 5–7, 2–6            |
| Поразка   | 4.   | Лют 2013 | ITF Ейлат, Ізраїль              |        | Тверде     | Еліна Світоліна        | 3–6, 6–3, 5–7       |
| Поразка   | 5.   | Сер 2013 | ITF Казань, Росія               |        | Тверде     | Анна-Лена Фрідзам      | 2–6, 3–6            |
| Поразка   | 6.   | Вер 2013 | ITF Шрусбері, Велика Британія   |        | Тверде     | Алісон ван Ейтванк     | 5–7, 1–6            |
| Перемога  | 11.  | Лис 2013 | ITF Барнстапл, Велика Британія  |        | Тверде (i) | Крістіна Плішкова      | 6–7(5), 6–3, 7–6(6) |
| Поразка   | 7.   | Гру 2013 | ITF Анкара, Туреччина           |        | Тверде (i) | Віталія Дяченко        | 7–6, 4–6, 4–6       |
| Перемога  | 12.  | Сер 2014 | ITF Вокінг, Велика Британія     |        | Тверде     | Ана Богдан             | 7–5, 6–3            |
| Поразка   | 8.   | Лют 2015 | ITF Сандерленд, Велика Британія |        | Тверде (i) | Емі Боутелл            | 4–6, 3–6            |

### Парний розряд: 17 (12–5)
| Результат | Ранг | Дата              | Турнір                       | Покриття   | Партнерка          | Суперниці                            | Рахунок           |
| --------- | ---- | ----------------- | ---------------------------- | ---------- | ------------------ | ------------------------------------ | ----------------- |
| Перемога  | 1.   | 17 травня 2009    | ITF St. Petersburgh, Росія   | Тверде (i) | Юлія Калабіна      | Августа Цибишева Марія Жаркова       | 6–1, 6–2          |
| Поразка   | 1.   | 23 травня 2009    | ITF Москва, Росія            | Ґрунт      | Юлія Калабіна      | Марія Кондратьєва Аріна Родіонова    | 5–7, 1–6          |
| Перемога  | 2.   | 5 червня 2009     | ITF Бухара, Узбекистан       | Тверде     | Анна Бражнікова    | Ксенія Палкіна Аріна Родіонова       | 3–6, 6–4, [11–9]  |
| Перемога  | 3.   | 11 квітня 2010    | Аїн Сохна, Єгипет            | Ґрунт      | Анна Бражнікова    | Одре Берго Шанель Сіммондс           | 6–3, 6–3          |
| Поразка   | 2.   | 29 травня 2010    | Градо, Італія                | Ґрунт      | Каріна Пімкіна     | Хань Сіньюнь Лу Цзінцзін             | 6–1, 4–6, [8–10]  |
| Поразка   | 3.   | 11 вересня 2010   | Мадрид, Іспанія              | Тверде     | Дженніфер Рен      | Наомі Броді Емілі Веблі-Сміт         | 2–6, 3–6          |
| Перемога  | 4.   | 30 жовтня 2010    | Стамбул, Туреччина           | Тверде     | Оксана Калашникова | Катерина Бичкова Ірина Бремон        | 6–3, 6–1          |
| Перемога  | 5.   | 6 листопада 2010  | Анталія, Туреччина           | Тверде     | Нігіна Абдураїмова | Юлія Самусєва Катерина Яковлєва      | 3–6, 6–1, [10–7]  |
| Перемога  | 6.   | 13 листопада 2010 | Анталія, Туреччина           | Тверде     | Нікола Франькова   | Дарія Сальникова Нікола Слейтер      | 3–6, 7–5, [10–5]  |
| Поразка   | 4.   | 24 квітня 2011    | Анталія, Туреччина           | Тверде     | Марія Жаркова      | Лаура-Йоана Андрей Сильвія Заґурська | 1–6, 6–7(0)       |
| Поразка   | 5.   | 18 лютого 2012    | Лінчепінг, Швеція            | Тверде (i) | Маргарита Лазарева | Деяна Райкович Аліна Весель          | 6–1, 3–6, [8–10]  |
| Перемога  | 7.   | 25 лютого 2012    | Москва, Росія                | Тверде (i) | Оксана Калашникова | Тетяна Котельникова Лідія Морозова   | 7–6, 4–6, [11–9]  |
| Перемога  | 8.   | 24 березня 2012   | Пхукет (місто), Таїланд      | Тверде     | Натела Дзаламідзе  | Чінь-Вей Чань Чжен Сайсай            | 6–4, 6–1          |
| Перемога  | 9.   | 21 квітня 2012    | Наманган, Узбекистан         | Тверде     | Оксана Калашникова | Наомі Броді Паула Каня               | 6–2, 7–5          |
| Перемога  | 10.  | 28 липня 2012     | Кубок президента, Казахстан  | Тверде     | Оксана Калашникова | Людмила Кіченок Надія Кіченок        | 3–6, 6–4, [10–2]  |
| Перемога  | 11.  | 15 липня 2013     | ITF Вокінг, Велика Британія  | Тверде     | Тара Мур           | Хісамі Канае Танака Марі             | 4–6, 6–1, [10–7]  |
| Перемога  | 12.  | 8 березня 2014    | ITF Престон, Велика Британія | Тверде (i) | Тара Мур           | Тімеа Бачинскі Крістіна Барруа       | 3–6, 6–1, [13–11] |